# Christian Gentner
Christian Gentner (* 14. August 1985 in Nürtingen) ist ein ehemaliger deutscher Fußballspieler und gegenwärtiger -funktionär. Der variabel einsetzbare Mittelfeldspieler verbrachte den Großteil seiner Laufbahn bei seinem Ausbildungsverein VfB Stuttgart, mit dem er einmal die deutsche Meisterschaft gewann. Dies konnte er mit dem VfL Wolfsburg wiederholen. Zum Ende seiner Karriere wechselte Gentner erstmals ins Ausland und spielte noch eineinhalb Saisons in der Schweizer Super League.
Seit dem 12. November 2024 ist er Sportdirektor des VfB Stuttgart.

## Sportliche Laufbahn

### Vereinskarriere

#### Anfänge und VfB Stuttgart
Christian Gentner fing als Dreijähriger beim TSV Beuren mit dem Fußballspielen an. Daraufhin spielte er für ein Jahr in der Jugend des VfL Kirchheim.
1999 wechselte er zum VfB Stuttgart, mit dem der Mittelfeldspieler 2003 die deutsche A-Jugend-Meisterschaft gewann. Für die Regionalligamannschaft des VfB gab er am 1. Spieltag der Regionalligasaison 2004/05 sein Debüt, als der Flügelspieler in der 88. Minute im Spiel gegen die Sportfreunde Siegen für Denis Berger eingewechselt wurde. Im Folgespiel kam er von Beginn an zum Einsatz. Im Laufe der Saison überzeugte er durch gute Leistungen, so dass er vom damaligen VfB-Trainer Matthias Sammer in den Bundesligakader berufen wurde. Dort gab er am 20. Februar 2005 sein Debüt in der Profimannschaft. Beim 1:0-Sieg gegen Hertha BSC wurde Gentner in der 83. Minute für den damaligen Torschützen Cacau eingewechselt. In der folgenden Saison zählte der Mittelfeldspieler endgültig zum Profikader.
Sein erstes Pflichtspieltor für den VfB Stuttgart erzielte er in der 89. Minute im Vorrundenspiel des UEFA-Pokals gegen den slowenischen Verein NK Domžale. Sein erster Ligatreffer gelang Gentner am 33. Spieltag der Saison 2005/06 gegen seinen späteren Arbeitgeber VfL Wolfsburg mit dem 2:1-Siegtreffer. Im Sommer 2006 verlängerte er seinen Vertrag beim VfB Stuttgart bis 2010. In der Saison 2006/07 wurde er in den 15 Partien, die er absolvierte, ebenso oft ein- oder ausgewechselt. Am Ende der Spielzeit gewann er mit der Mannschaft die deutsche Meisterschaft.

#### VfL Wolfsburg
Im Juli 2007 wurde er vom VfB Stuttgart an den VfL Wolfsburg ausgeliehen. Unter dem früheren Stuttgarter Trainer Felix Magath spielte sich Gentner in den Stammkader der „Wölfe“. Er erreichte am Ende der Saison mit seiner Mannschaft den Einzug in den UEFA-Pokal und mit Rang 5 die beste Platzierung der Wolfsburger seit ihrer Ligazugehörigkeit. Im August 2008 gaben der VfB Stuttgart und der VfL Wolfsburg bekannt, dass Gentner nach Wolfsburg verkauft wurde. Gentner begründete seinen Wechsel mit der aus seiner Sicht aussichtsreicheren Perspektive. Über die Ablösesumme wurden keine Angaben gemacht.
In der Saison 2008/09 wurde Gentner zum zweiten Mal Deutscher Meister. Neben Marcel Schäfer und Andrea Barzagli war er der einzige Wolfsburger Spieler, der in allen Ligabegegnungen zum Einsatz kam. Mit zehn Torvorlagen war er hinter Zvjezdan Misimović zweitbester Vorbereiter seiner Mannschaft.

#### Rückkehr zum VfB Stuttgart

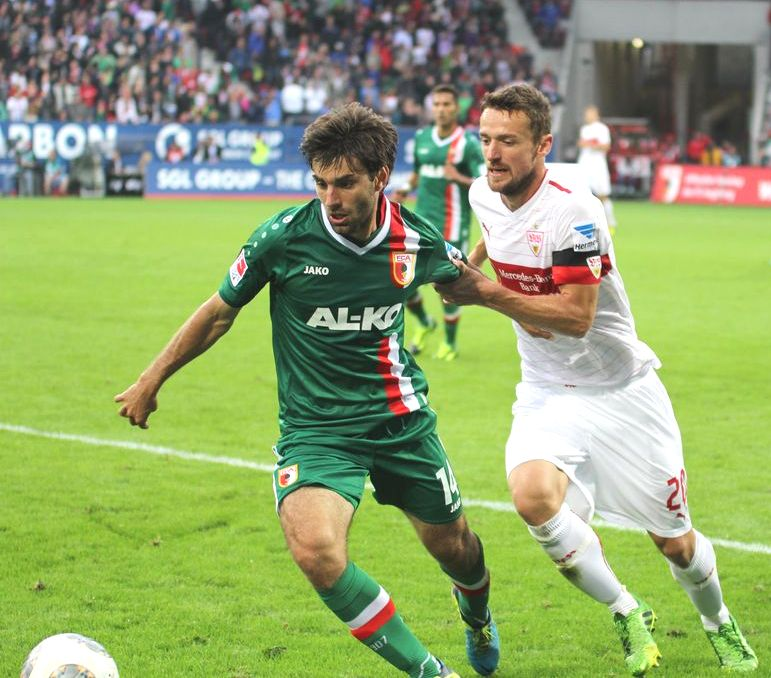
Gentner (r.) in Aktion (2013)

Gentner kehrte nach Ablauf seines Vertrags in Wolfsburg am 1. Juli 2010 ablösefrei zum VfB Stuttgart zurück. Am 6. Januar 2013 einigte er sich mit dem VfB auf eine Vertragsverlängerung und unterschrieb einen bis Ende Juni 2016 gültigen Vertrag mit der Option für ein weiteres Jahr.
Nachdem Serdar Tasci am 30. August 2013 den Verein verlassen hatte, wurde Gentner von VfB-Cheftrainer Thomas Schneider für die Saison 2013/14 zum neuen Kapitän der Stuttgarter ernannt. Am 10. Mai 2016 verlängerte er seinen Vertrag bis 2019.
Nach dem Bundesligaabstieg 2016 gelang dem VfB als Meister der zweiten Liga der direkte Wiederaufstieg; Gentner präsentierte als Mannschaftskapitän die „Meisterfelge“.
In der Saison 2017/18 prallte Gentner im Spiel gegen den VfL Wolfsburg am 16. September 2017 mit dem Wolfsburger Torhüter Koen Casteels zusammen, der ihn mit seinem Knie unabsichtlich am Kopf traf. Gentner blieb nach dem Zusammenprall zunächst bewusstlos liegen und erstickte fast, da seine Zunge zurücksank, die dann den Atemweg versperrte. Stuttgarts Teamärzte, die zu Gentner auf den Platz rannten, obwohl das Spiel noch nicht unterbrochen worden war, verhinderten womöglich Schlimmeres. Gentner erlitt Brüche der Augenhöhle, des Oberkiefers und des Jochbeins. Er musste daher mehrmals operiert werden und fiel für rund zwei Monate aus. Ihm blieben keine bleibenden Schäden. Casteels erhielt für sein Einsteigen keine Verwarnung, da Schiedsrichter Guido Winkmann dieses als „unglücklichen Zusammenprall“ gewertet hatte und ihn Videoschiedsrichter Deniz Aytekin in seiner Auffassung bestätigte. Sky-TV-Experte und Ex-Schiedsrichter Markus Merk hielt mindestens eine gelbe Karte für geboten, da Casteels sein „Knie als Waffe benutzt“ habe. Der Vorfall löste eine Debatte über das gefährliche und gesundheitsgefährdende Einsteigen von Torhütern sowie eine erneute Debatte über die Effektivität des Videobeweises aus. In einigen darauffolgenden Partien lief Gentner mit einer Schutzmaske aus „Carbon“ auf. Im März 2019 äußerte Gentner gegenüber dem Magazin 11 Freunde, dass er nach dem Unfall vergessen hatte, dass der VfB Stuttgart mittlerweile in die 1. Bundesliga aufgestiegen war.
In der Saison 2018/19 stieg Gentner, immer noch als Mannschaftskapitän, erneut mit dem VfB in die 2. Liga ab. Im Anschluss an die Saison einigte er sich mit der Vereinsführung darauf, seinen zum Saisonende auslaufenden Vertrag nicht mehr zu verlängern; der Mittelfeldspieler absolvierte über 370 Pflichtspiele für den Verein.

#### 1. FC Union Berlin
Zur Saison 2019/20 schloss sich Gentner dem Bundesligaaufsteiger 1. FC Union Berlin an. Am 1. März 2020 absolvierte er im Spiel gegen den VfL Wolfsburg sein 400. Bundesligaspiel. Er war zu der Zeit der 67. Bundesligaspieler, der diese Anzahl erreichen konnte. Nach der Saison 2020/21 verließ er den Verein wieder.

#### FC Luzern
Zur Saison 2021/22 schloss sich Gentner für zunächst eine Saison dem FC Luzern an. Für diesen absolvierte er bis auf fünf alle Saisonspiele, die meisten davon von Beginn an. Gentner wurde hauptsächlich im defensiven und zentralen Mittelfeld eingesetzt, wo er am häufigsten mit Jordy Wehrmann zusammen spielte, und leistete vier Torvorlagen. Ab Ende Oktober 2021 führte der Deutsche das Team als Kapitän an und folgte in diesem Amt auf den Stürmer Dejan Sorgić. Zu Saisonbeginn scheiterten die beiden Spieler und Luzern als amtierende Cupsieger in der Qualifikation zur Europa Conference League an Feyenoord Rotterdam, am Saisonende konnten sie sich hingegen in der Barrage, die nach nur einem Sieg aus den ersten 20 Ligaspielen bestritten werden musste, gegen den Zweitligisten FC Schaffhausen durchsetzen und die Klasse halten. In seiner zweiten Saison beim FCL gelang Gentner am 8. Spieltag der Spielzeit 2022/23 sein erster Ligatreffer für die Leuchten. Beim Auswärtsspiel auf der Schützenwiese gegen den FC Winterthur besorgte er den 6:0-Endstand.
Gentner beendete zum Jahresende 2022 seine aktive Karriere. Am Ende standen für ihn fast 475 Erstligaspiele in Deutschland und in der Schweiz zu Buche.

### Auswahleinsätze
Im September 2004 wurde Gentner erstmals für die U20-Nationalmannschaft nominiert, für die er insgesamt 14 Spiele bestritt und drei Tore erzielte. 2005 spielte Gentner zweimal für das Team 2006, der Perspektivmannschaft des DFB für die WM 2006.
Am 19. Mai 2009 wurde er erstmals von Bundestrainer Joachim Löw für die Asien-Reise der A-Nationalmannschaft des DFB nominiert und hatte am 29. Mai seinen ersten A-Länderspieleinsatz in der Partie gegen China. Drei weitere Einsätze im Jahr 2009 sowie einer im August 2010 (gegen Dänemark) folgten. Nach 2010 wurde Gentner nicht mehr für die Nationalmannschaft nominiert.

### Titel und Erfolge

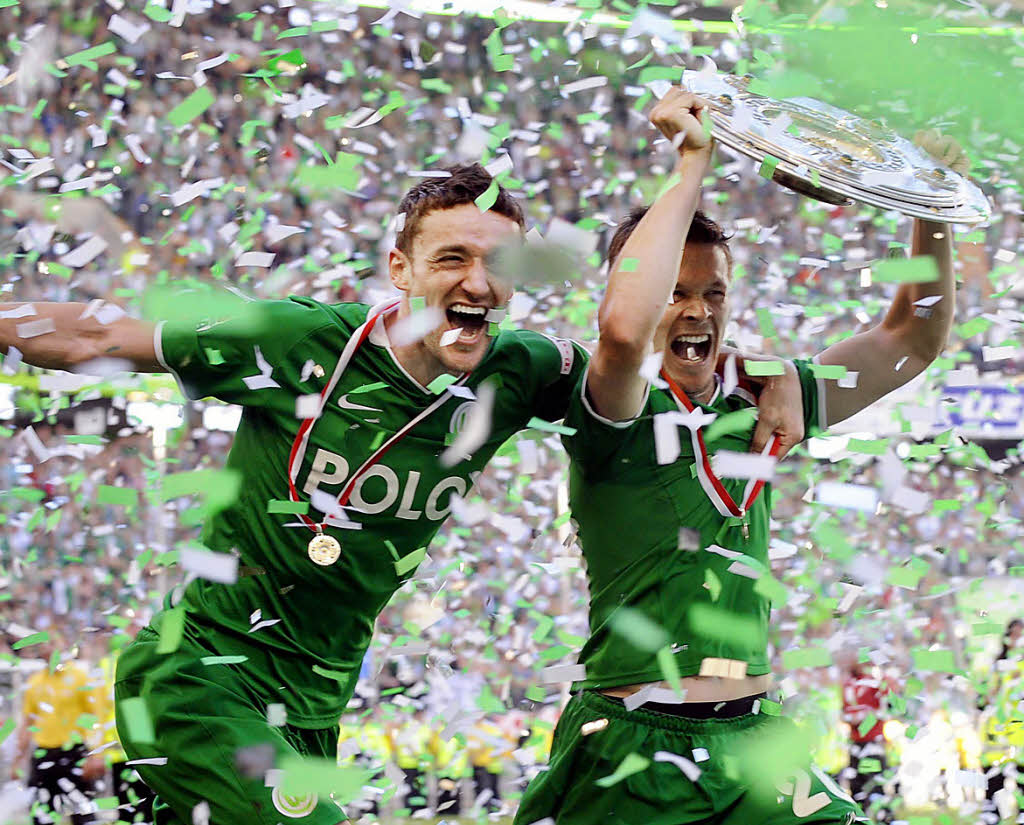
Gentner (l.) gemeinsam mit Sascha Riether nach dem Gewinn der deutschen Meisterschaft 2009 mit dem VfL Wolfsburg

#### Titel im Überblick
- Deutscher Meister (2): 2006/07, 2008/09
- DFB-Pokal-Finalist (2): 2006/07, 2012/13
- Deutscher Zweitliga-Meister (1): 2016/17
- Deutscher A-Junioren-Meister (1): 2002/03

#### Titel nach Vereinen
VfB Stuttgart (1999–2007)
- Deutscher Meister: 2006/07
- DFB-Pokal-Finalist: 2006/07
- Deutscher A-Junioren-Meister: 2002/03

VfL Wolfsburg (2007–2010)
- Deutscher Meister: 2008/09

VfB Stuttgart (2010–2019)
- Deutscher Zweitliga-Meister: 2016/17
- DFB-Pokal-Finalist: 2012/13

Persönliche Auszeichnungen
- Torschütze des Monats: August 2013

## Berufliche Laufbahn
Am 1. Januar 2023 wurde Gentner Leiter der Lizenzspielerabteilung des VfB Stuttgart. Am 12. November 2024 wurde er zum Sportdirektor befördert.

## Familie
Christians jüngerer Bruder Thomas war ebenfalls als Profifußballer aktiv. Der älteste Bruder Michael ist sportlicher Leiter des Nachwuchsleistungszentrums beim VfL Wolfsburg.
Gentners Vater starb am 15. Dezember 2018 im Anschluss an den Besuch des Bundesligaheimspiels seines Sohnes zwischen dem VfB Stuttgart gegen Hertha BSC im VIP-Bereich des Stadions.